# Макшера, Софи
Софи́ Макше́ра (англ. Sophie McShera; род. 1 января 1985) — британская актриса.

## Биография
Макшера родилась в Холм-Вуде, графство Йоркшир, в большой ирландской семье. Спустя несколько лет семья переезжает в соседнее поселение Экклешилл, в котором девочку отдают на обучение в католическую школу Святого Иосифа.
После окончания школы Макшера поступает в театральное училище Футстепс, где дебютировала в мюзикле «Прощай девочка». Позже она приняла участие в турне с мюзиклом «Энни». Спустя несколько лет Софи Макшера получает степень бакалавра в области драмы университета Брюнель, Лондон.
Свою актёрскую карьеру Макшера начала вскоре после окончания университета в 2007 году. Первыми её работами на телевидении стали роли в мыльных операх «Ферма Эммердейл» и «Врачи», а также драма «Выжившие». В 2009 году она присоединилась к актёрскому составу телесериала «Улица Ватерлоо». С 2010 по 2015 годы исполняла роль Дейзи Робинсон в телесериале «Аббатство Даунтон».

## Фильмография
| Год       |   | Русское название      | Оригинальное название      | Роль              |
| --------- | - | --------------------- | -------------------------- | ----------------- |
| 2007      | с | Ферма Эммердейл       | Emmerdale Farm             | Даниэль Холливелл |
| 2008      | с | Врачи                 | Doctors                    | Менди Фэйрфилд    |
| 2008      | с | Выжившие              | Survivors                  | Кэти              |
| 2009—2010 | с | Улица Ватерлоо        | Waterloo Road              | Рос Маккейн       |
| 2010—2015 | с | Аббатство Даунтон     | Downton Abbey              | Дейзи Робинсон    |
| 2013—2015 | с | Всякая всячина        | The Job Lot                | Брайони           |
| 2013      | ф | Дорога в Дампос       | Highway to Dhampus         | Джинни            |
| 2013      | ф | Брэдфорд: город мечты | Bradford: A City of Dreams | Рассказчик        |
| 2015      | ф | Золушка               | Cinderella                 | Дризелла Тремейн  |
| 2015—2016 | с | Галавант              | Galavant                   | служанка Гвинни   |
| 2019      | ф | Аббатство Даунтон     | Downton Abbey              | Дейзи Мейсон      |